# August Colberg
August Colberg (* 23. August 1829 in Oderberg; † 3. Juli 1868 in Halle (Saale)) war ein deutscher Pathologe und Hochschullehrer.

## Leben
Colberg studierte ab 1850 an der Friedrichs-Universität Halle Medizin und wurde im Corps Marchia Halle aktiv. Als Inaktiver wechselte er an die Georg-August-Universität Göttingen. 1856 wurde er in Halle zum Dr. med. promoviert. Anschließend ging er für zwei Jahre an die Julius-Maximilians-Universität Würzburg und die Friedrich-Wilhelms-Universität zu Berlin. Unter dem Eindruck von Rudolf Virchow wandte  er sich bei seinem Knieleiden der Pathologie zu. 1863 habilitierte er sich in Halle. Die Christian-Albrechts-Universität zu Kiel berief ihn 1864 als Extraordinarius, 1868 als Ordinarius. Nachdem er 1866 eine große Arbeit zur Lungenpathologie veröffentlicht hatte, starb er selbst mit nur 38 Jahren an einem Lungenleiden. Colbergs Aufarbeitung der Hettstedter Trichinenepidemie (1864) begründete die Einführung der obligatorischen Trichinenschau 1866 in Preußen.

## Familie
August Colberg heiratete Meta Herrfurth (* 15. April 1846 in Halle (Saale); † 1. Oktober 1875 in Wehlitz). Die gemeinsame Tochter Frida heiratete den späteren Landrat und Abgeordneten Robert Johannes.

## Werke
- Pathologisch-anatomische Untersuchungen über die Veränderungen der Muskelfasern bei der Trichiniasis, 1864.
- Die Trichinenkrankheit in Bezug auf das öffentliche Gesundheitswohl, Magdeburg 1864.
- Beiträge zur normalen und pathologischen Anatomie der Lungen, 1866.